# Nicolas-Joseph de Stavelot

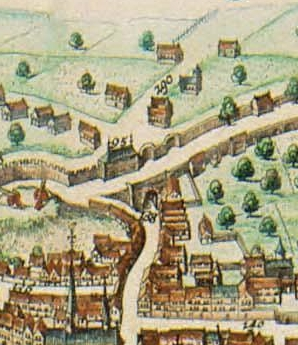
A Liège, le quartier Hocheporte, où les capucins eurent un couvent, jusqu'à la Révolution.

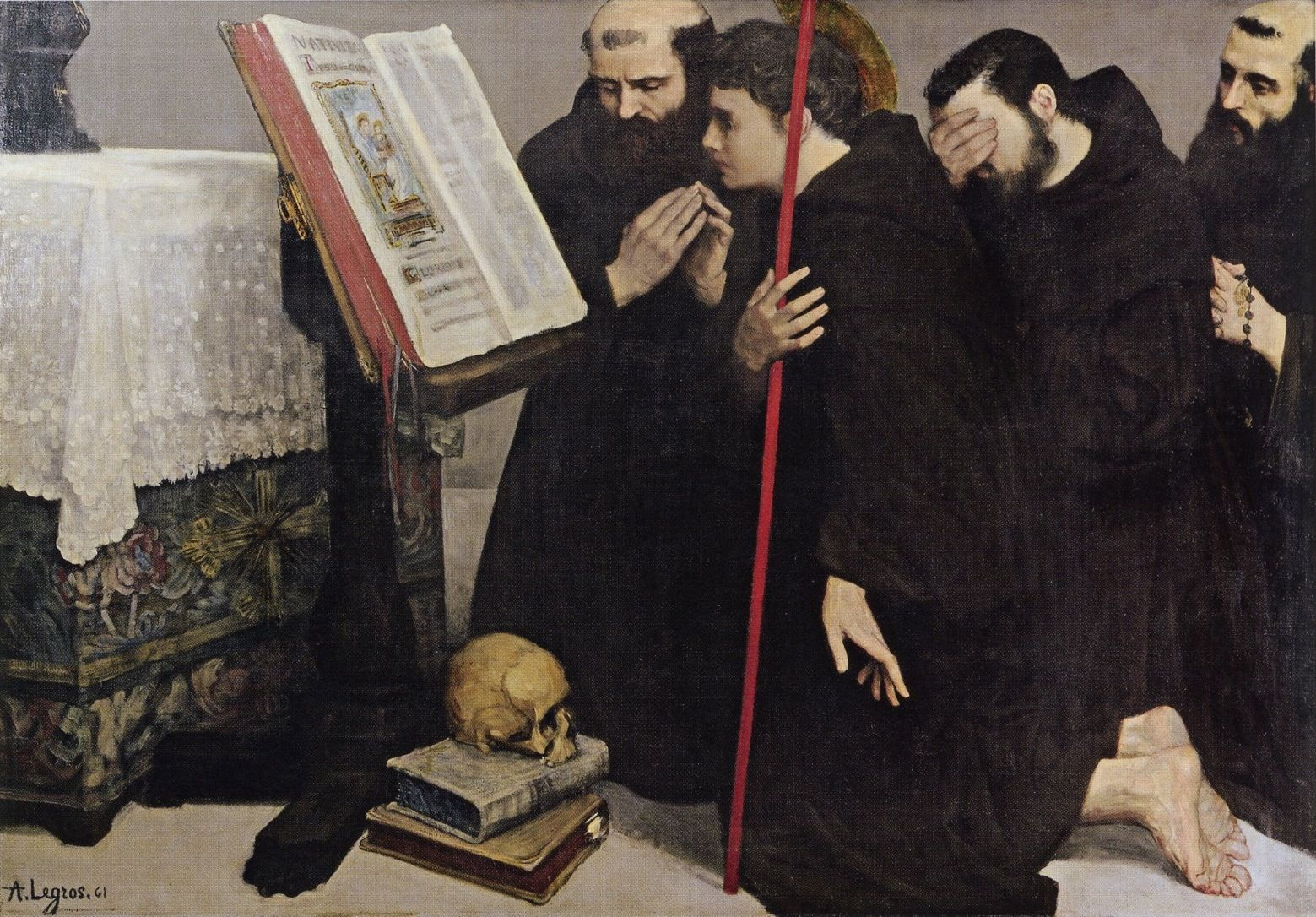
Scène de piété franciscaine (par Alphonse Legros.)

Nicolas-Joseph de Stavelot (au civil: Antoine-Joseph Dufaz), né en décembre 1723 à Stavelot (Belgique) et décédé en mars 1799, à Valenciennes (France), est un frère mineur capucin de la principauté de Liège, auteur d'ouvrages spirituels, actif à Liège et dans les Pays-Bas autrichiens.

## Biographie
Fils de Sébastien Dufaz et Marie Du Moulin, Antoine-François a été baptisé à Stavelot dans la principauté indépendante de Stavelot, le 11 décembre 1723. Entré en contact avec les capucins de sa ville natale, il entre au noviciat de Dinant, le 21 avril 1748, où il reçoit le nom de Nicolas-Joseph de Stavelot. Une fois ordonné prêtre, il est envoyé dans la communauté de Liège, au sein de laquelle il deviendra lecteur, puis 'gardien' (c'est-à-dire supérieur religieux). En 1765, il est nommé définiteur de la province capucine de Liège. À la même époque, il enseigne chez les Pères croisiers de Huy. Cependant, en 1779, pour une raison restée obscure, il passe à la province de Flandre. C'est désormais à Bruxelles et à Menin qu'il résidera essentiellement, en qualité de prédicateur et de confesseur. À la même époque, il fait publier, à Liège puis à Gand, quelques ouvrages de spiritualité. Quand la Révolution française pénètre dans les Pays-Bas du Sud, il refuse de prêter serment à la constitution civile du clergé, et se voit déporté à Valenciennes, où il mourra en prison, le 1er ou le 9 mars 1799.

## Spiritualité
Dans ses ouvrages, Nicolas-Joseph propose essentiellement des méditations spirituelles susceptibles de soutenir la dévotion des fidèles, qu'il oriente vers l'Eucharistie, le Sacré-Cœur de Jésus et la Vierge Marie, non sans un certain accent apologétique, caractéristique du catholicisme au XVIIIe siècle. Ainsi, dans les Trésors eucharistiques, il présente 91 méditations sous forme de prières, en prenant pour base les litanies du Saint Nom de Jésus, celles du Saint-Sacrement et celles de la Vierge-Marie. La même matière sera reprise et adaptée dans la Moëlle eucharistique. À travers ces deux ouvrages, l'auteur invite à une intériorisation de la foi, par l'offrande du quotidien, en union avec Jésus et Marie. Dans cette perspective, la vie chrétienne se trouve centrée sur l'eucharistie, mémorial du sacrifice rédempteur, comme le suggère le titre d'une méthode pour suivre la messe en méditant la Passion du Christ : Exercice de la plus parfaite et la plus solide dévotion. Partisan de la communion fréquente, l'auteur a été taxé à tort de jansénisme, qu'il range d'ailleurs parmi les hérésies dans sa Preuve courte de la religion catholique, opuscule apologétique publié anonymement, mais qui peut être sérieusement attribué à Nicolas-Joseph parce qu'un fait survenu à Menin y est évoqué. Dans le prolongement de son apostolat, le capucin a donc mis son érudition doctrinale au service de la piété populaire. En témoignent les pages consacrées à la confrérie de sainte Anne, établie à Halluin. Ce type d'animation spirituelle était, à l'époque, l'une des formes prises par la dévotion mariale, en faveur de laquelle l'auteur a publié son seul ouvrage en latin : Triomphe de Marie toujours vierge.

## Écrits
- Trésors eucharistiques tirés de l'Ecriture et des saints Pères, Liège, Gerlache, 1779
- Exercice de la plus parfaite et la plus solide dévotion, Liège, Bassompierre, 1784
- Moëlle eucharistique ou les immenses faveurs que nous présente Jésus Christ dans le sacrement de son Amour, Liège, Tutot, 1786
- Preuve courte de la religion catholique romaine, Liège, Tutot, 1787
- Avantages considérables de la Confrairie Sainte Anne érigée dans la paroisse d'Halloin
- Triumphum Mariae semper virginis, Gand, 1788